# 奥拉赫河 (雷格尼茨河支流)
49°50′42″N 10°56′6″E / 49.84500°N 10.93500°E

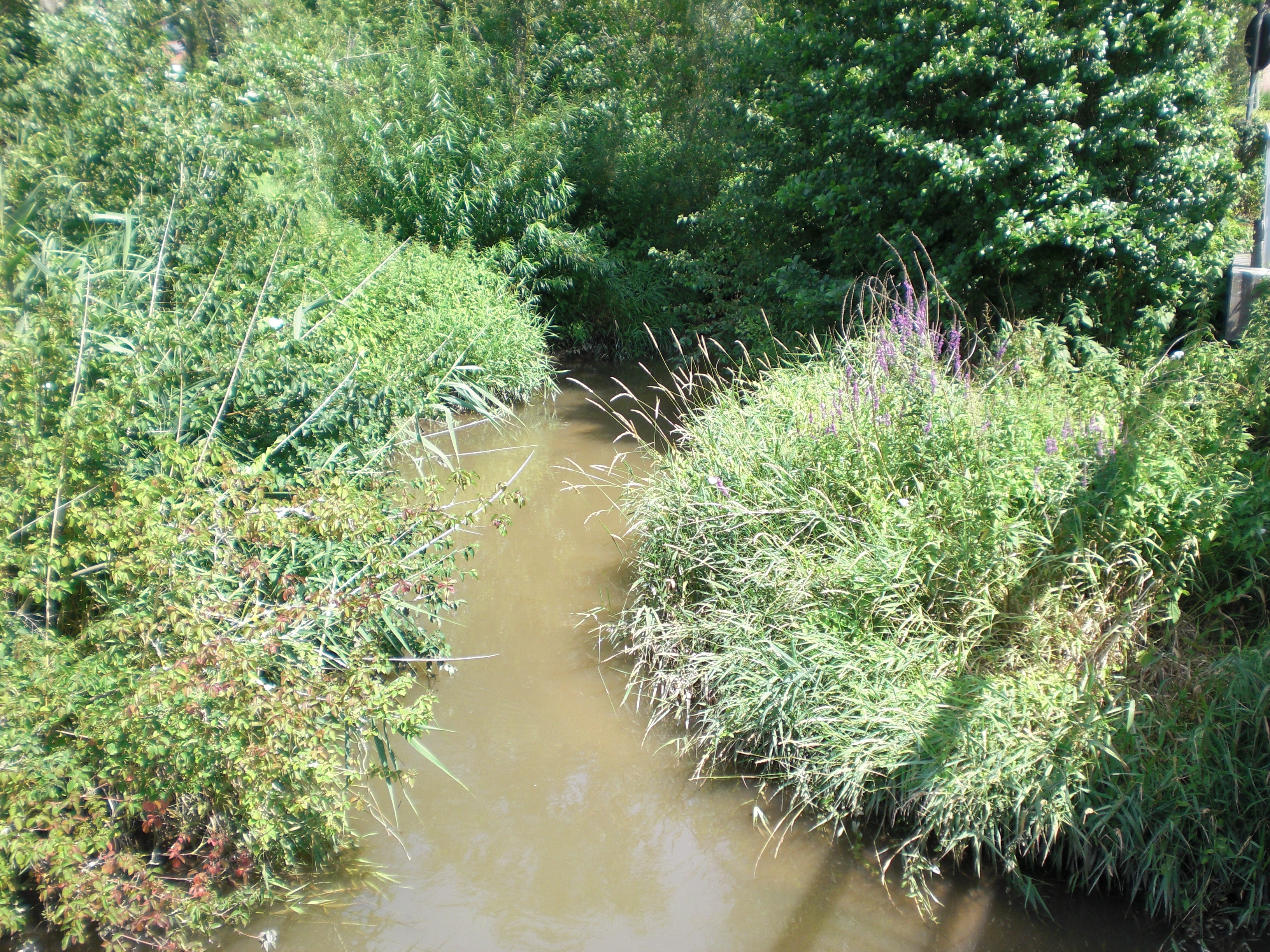

奧拉赫河（德語：Aurach），是德國的河流，位於該國東南部，由巴伐利亞負責管轄，屬於雷格尼茨河的左支流，河道全長34.3公里，流域面積107.4平方公里。